# Бєчєвін Іван Степанович
Іван Степанович Бєчєвін (Бічєвін) (рос. Иван Степанович Бечевин (Бичевин); нар. 1704, Іркутськ — пом. 13 січня 1759, Іркутськ) — найбагатший іркутський купець 1-ї гільдії у середині XVIII століття, один з піонерів промислового освоєння північної частини Тихого океану. Займався продажем алкогольної продукції, видобутком хутрового звіра на Алеутських островах, торгував з китайцями в Кяхті.

## Життєпис
Іван Бєчєвін народився 1704 року в Іркутську.

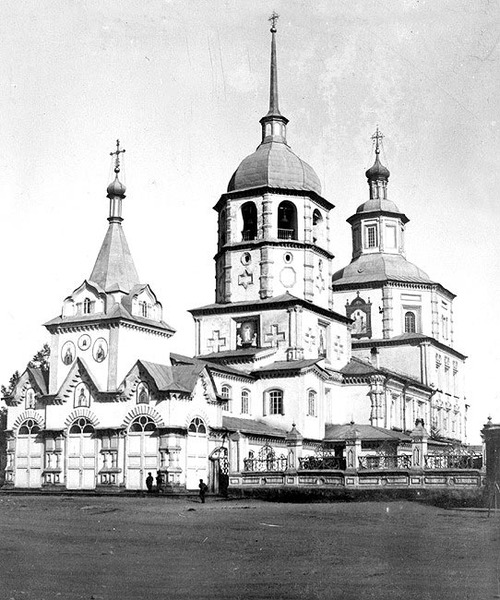
Тихвинська церква ікони Божої Матері збудована на кошти Бєчєвіна у 1754—1759 роки. Не збереглась

У липні 1744 року включений в депутацію іркутських купців до Єлизавети, подарував імператриці 40 тис. рублів від доходів з питного відкупу. 1749 року Іван Бєчєвін взяв на відкуп в Ілимському повіту Іркутської провінції 48 шинків, заплативши за це скарбниці 6236 руб.
Сфера підприємницької діяльності його була велика: торгівля хутром на значній частині Східного Сибіру, будівництво кораблів та відправлення їх на острови Тихого океану.
1757 року Бєчєвін запропонував організувати за свій кошт експедицію з Камчатки уздовж узбережжя Чукотки до гирла річки Лєни.
Бєчєвін 1758 року потрапив під слідство за обвинуваченням в приховуванні від скарбниці справжніх прибутків від продажу вина, так званий «Криловський погром». В ході слідства Бєчєвін, незважаючи на тортури, відкидав всі звинувачення. Але, бувши піднято на дибу, обіцяв заплатити Крилову «відкупне» (хабар) у 15 тис. рублів, після чого був звільнений. Під тиском Крилова збільшив розмір «відкупного» до 30 тис. рублів.
Ув'язнення та тортури призвели до смерті Бєчєвіна 13 січня 1759 року. Похований Бєчєвін у Іркутську, на території Тихвінської церкви ікони Божої Матері, побудованої у 1759 році на його кошти. Тихвінська церква діяла до 1932 року, потім була зачинена та розібрана. На кошти Бєчєвіна була також побудована Знаменська церква в Іркутському Знам'янському жіночому монастирі у 1757 році.
Після смерті Бєчєвіна його майно, через відсутність у нього родичів, було продане з аукціону. Виручені кошти були використані на потреби міста.
Уже після смерті Бєчєвіна споряджений ним судно «Св. Гавриїл» під командою Гаврила Пушкарьова побувало у 1760—1762 роках на Алясці і Алеутських островах. У вересні 1762 року два судна бурею було занесено в невелику бухту на Камчатському березі, яка стала називатися Бєчєвінською, існувало військове містечко Бєчєвінка.